# Neißer Bibel
Die Neißer Bibel (polnisch Biblia nyska) entstand nach 1354 im böhmischen Trautenau, das zum altböhmischen Königgrätzer Kreis gehörte. Seit 1946 gehört sie zum Bestand des Kreismuseums in Neisse.

## Beschreibung
Der Kodex besteht aus 499 Pergamentblättern, ist reich koloriert und mit goldenen Großbuchstaben geschmückt. Er enthält die lateinische Bibelübersetzung der Vulgata des Kirchenvaters Hieronymus.

## Geschichte
Die später als Neißer Bibel bezeichnete Bibel wurde 1354 durch den Trautenauer Klosterabt Eberhardt des Ritterordens vom Heiligen Grab zu Jerusalem in Auftrag gegeben. Während der Hussitenkriege wurde sie mit weiteren Klosterschätzen in ein Kloster in Neisse, der Residenzstadt des Fürstentums Neisse, in Sicherheit gebracht. Nachdem das Kloster Trautenau während des Zweiten Hussitenkreuzzugs 1421 zerstört worden war, blieb der Kodex in Neisse, auch als die anderen Besitztümer des Trautenauer Klosters 1427 nach Prag überführt wurden. Während des Dreißigjährigen Kriegs gelangte die Bibel 1622 in den Besitz des Jesuitenklosters in Neisse. Nach der Aufhebung des Jesuitenordens 1773 in Preußen gelangte die Bibel an das Neisser Carolinum. Seit 1947 befindet sie sich im Kreismuseum der Stadt Nysa.